# Hostovlice (Vilémov)

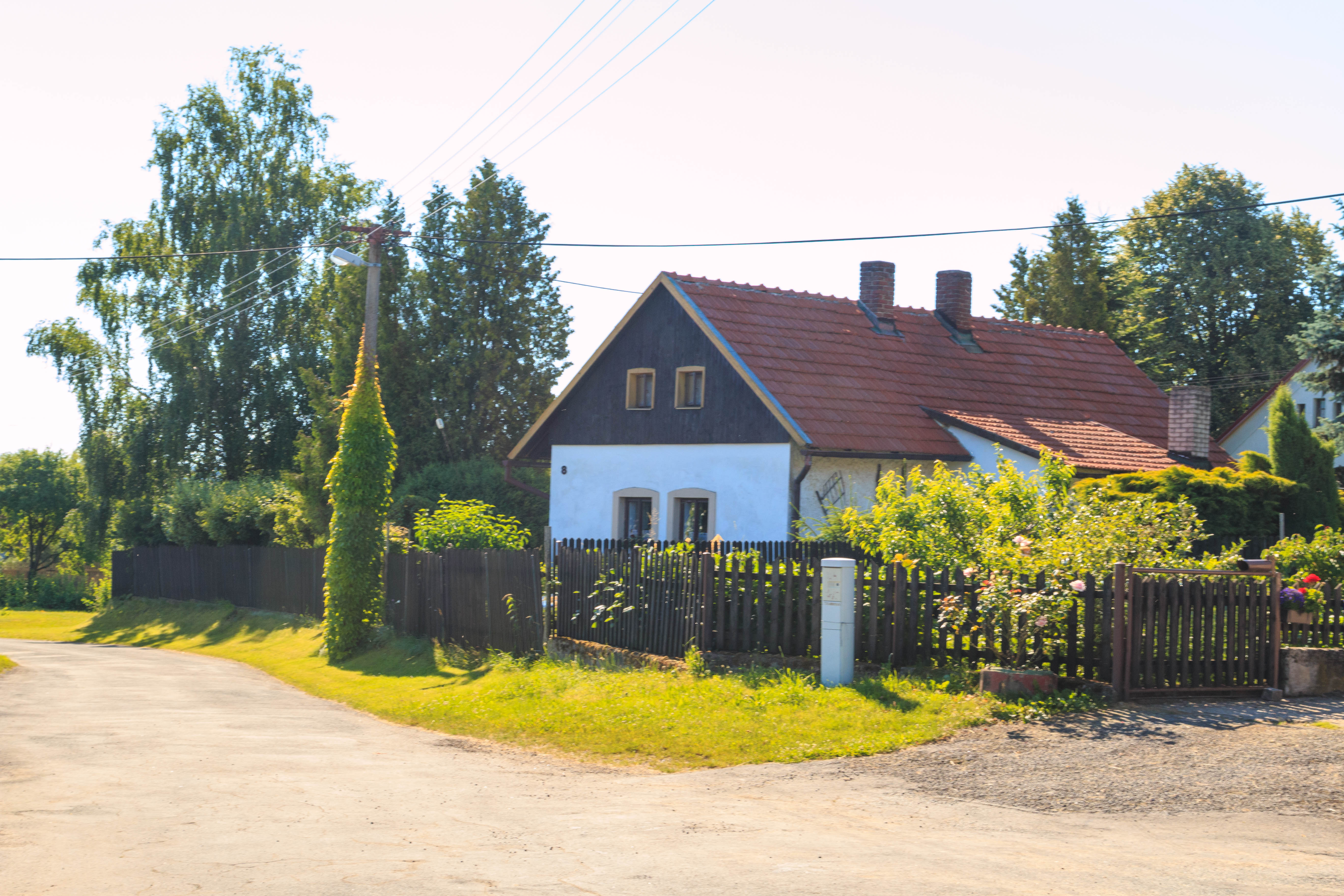
Haus Nr. 8

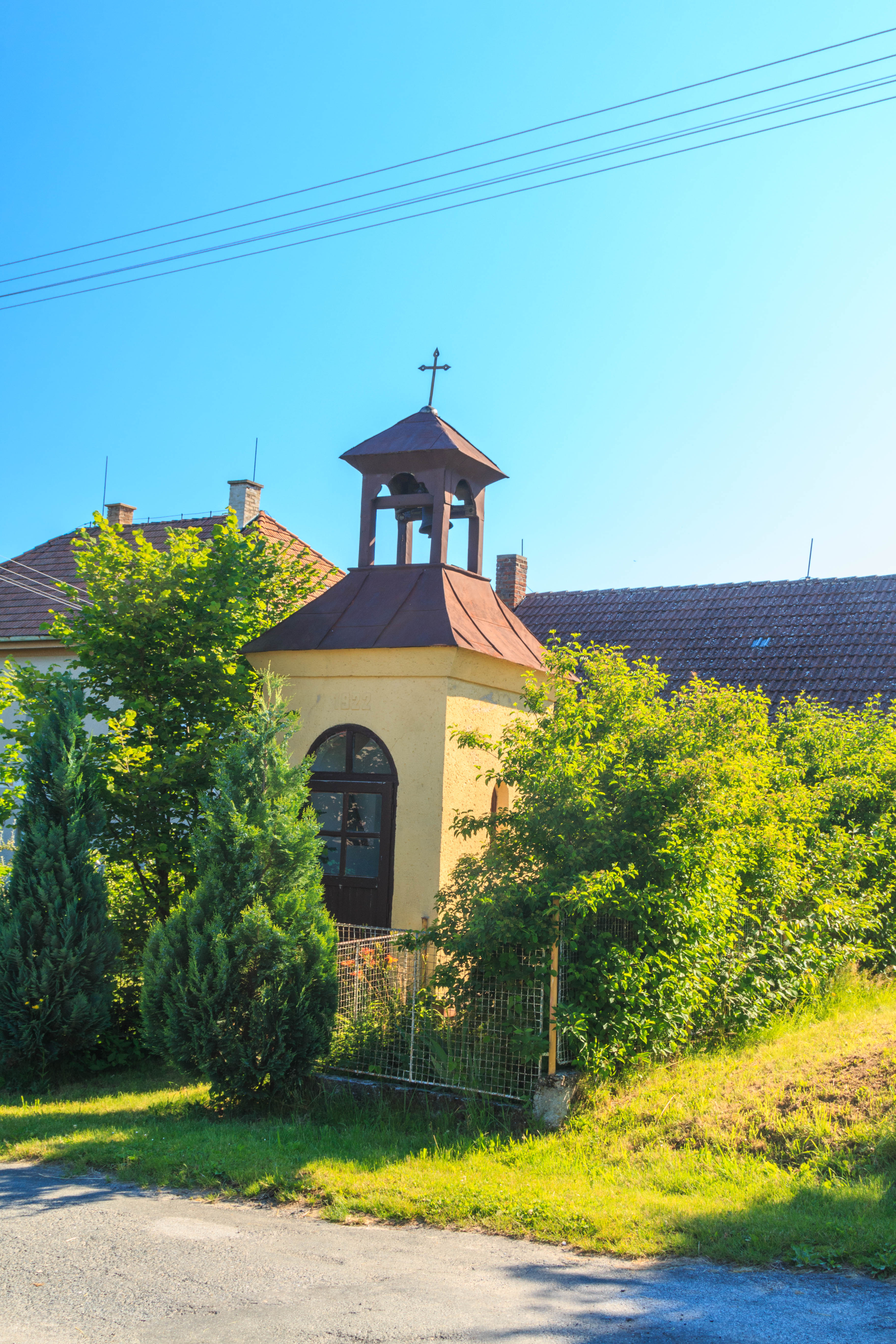
Kapelle

Hostovlice (deutsch Hostaulitz) ist ein Ortsteil der Minderstadt Vilémov in Tschechien. Er liegt dreieinhalb Kilometer südlich von Vilémov und gehört zum Okres Havlíčkův Brod.

## Geographie
Hostovlice befindet sich zwischen den Tälern des Jakubovický potok und der Hostačovka in der Hornosázavská pahorkatina (Hügelland an der oberen Sázava). Gegen Norden und Süden liegen Wälder.
Nachbarorte sind Sychrov, Klášter, Černá Pila und Vilémov im Norden, Točice und Ždánice im Nordosten, Košťany im Osten, Petrovice u Uhelné Příbramě, Jarošov und Vepříkov im Südosten, Leškovice im Süden, Rybníček im Südwesten, Frýdnava und Jakubovice im Westen sowie Nasavrky und Golčův Jeníkov im Nordwesten.

## Geschichte
Die erste urkundliche Erwähnung von Hostowlicky erfolgte 1557 unter den Gütern des Benediktinerklosters Wilmzell. Nachdem das Kloster um 1575 aufgegeben worden war, verkaufte König Rudolf II. 1577 das wüste Kloster mit den Dörfern Bučowitz, Heřmanitz, Borek, Hostowlicky, Zhoř, Jakubowitz, Zdanitz, Ponstwy, Kmec und Čestowitz sowie weiterem Zubehör an Beneš Beneda von Nečtiny. Zum Ende des 17. Jahrhunderts erwarben die Grafen Caretto von Milessimo die Herrschaft Wilimow und erhoben sie später zum Familienfideikommiss. 1787 standen in Hostaulicžky 13 Häuser.
Im Jahre 1840 bestand das im Caslauer Kreis gelegene Dorf Hostaulitz, auch Hostaulicky bzw. Hostauliček genannt, aus 16 Häusern, in denen 106 Personen lebten. Nach Hostaulitz konskribiert war der einschichtige Meierhof Neuhof, der früher Sychrow hieß. Pfarr- und Amtsort war Kloster. Bis zur Mitte des 19. Jahrhunderts blieb Hostaulitz der Fideikommissherrschaft Wilimow untertänig.
Nach der Aufhebung der Patrimonialherrschaften bildete Hostovlice ab 1849 einen Ortsteil der Marktgemeinde Vilémov im Gerichtsbezirk Habern. Ab 1868 gehörte der Ort zum Bezirk Časlau. 1869 hatte Hostovlice 117 Einwohner und bestand aus 18 Häusern. Seit dem Ende des 19. Jahrhunderts wurde das Dorf alternativ als Hostoulice bzw. Hostovlice bezeichnet. Im Jahre 1900 lebten in Hostoulice 108 Menschen, 1910 waren es 117. Hostoulice und Ždánice lösten sich 1907 von Vilémov los und bildeten die Gemeinde Hostoulice. Seit 1924 wird nur noch Hostovlice als amtlicher Ortsname verwendet. 1930 hatte Hostovlice 103 Einwohner und bestand aus 22 Häusern. 1948 wurde das Dorf dem Okres Chotěboř zugeordnet, seit der Gebietsreform von 1960 gehört es zum Okres Havlíčkův Brod. 1961 erfolgte die Eingemeindung nach Vilémov. Beim Zensus von 2001 lebten in den 20 Häusern des Dorfes 47 Personen. 

## Ortsgliederung
Der Ortsteil bildet einen Katastralbezirk.

## Sehenswürdigkeiten
- Kapelle